# Siladice
Siladice es un municipio del distrito de Hlohovec en la región de Trnava, Eslovaquia, con una población estimada a final del año 2024 de 647 habitantes.
Se encuentra ubicado en el centro-este de la región, cerca del río Váh (cuenca hidrográfica del Danubio) y de la región de Nitra.

## Demografía
| Año        | 1994 | 2004    | 2014    | 2024    |
| ---------- | ---- | ------- | ------- | ------- |
| Población  | 637  | 620     | 670     | 647     |
| Diferencia |      | −2,66 % | +8,06 % | −3,43 % |

| Año        | 2023 | 2024    |
| ---------- | ---- | ------- |
| Población  | 656  | 647     |
| Diferencia |      | −1,37 % |